# Větrovský potok (přítok Rybného potoka)
Větrovský potok je vodní tok v Krušných horách v Ústeckém kraji České republiky. Pramení u osady Větrov, spadající pod Krásný Les, v nadmořské výšce přibližně 725 metrů, a končí v západní části Krásného Lesa, kde se levostranně vlévá do Rybného potoka. Má tři levostranné přítoky (jedním z nich je Malý Větrovský potok) a jeho délka činí přibližně 3,4 kilometru. Protéká přírodním parkem Východní Krušné hory a hydrologicky spadá do povodí řeky Labe, konkrétně do dílčího povodí Ohře, Dolního Labe a ostatních přítoků Labe. Náleží do mezipovodí vodního útvaru Rybný potok/Gottleuba po vzdutí nádrže Gottleuba.